# Ђероза (Асколи Пичено)
Ђероза (итал. Gerosa) насеље је у Италији у округу Асколи Пичено, региону Марке.
Према процени из 2011. у насељу је живело 26 становника. Насеље се налази на надморској висини од 620 м.